# Tiếng Xhosa
Xhosa (/ˈkoʊsə/, (Xhosa: isiXhosa, isikǁʰóːsa) là một ngôn ngữ chính thức của Nam Phi. Tiếng Xhosa được 7,9 triệu người Xhosa sử dụng, tức khoảng 18% dân số Nam Phi. Giống như hầu hết ngôn ngữ Bantu khác, Xhosa là một ngôn ngữ thanh điệu, nghĩa là các âm sẽ có nghĩa khác nhau nếu chúng được lên hoặc xuống giọng theo một quy tắc nhất định. Tiếng Xhosa hiện được viết bằng một hệ thống chữ cái Latinh. Ba chữ cái được dùng để biểu thị các thanh điệu cơ bản: c cho âm răng, x cho âm bên, và q cho âm ngạc cứng. Các dấu thanh điệu không được biểu thị trên kiểu chữ viết.

## Phân bổ
| 0–20% 20–40% 40–60% |  | 60–80% 80–100% |

Phân bố tiếng Xhosa tại Nam Phi: tỉ lệ người sử dụng tiếng isiXhosa tại nhà.

Xhosa thuộc nhánh cực nam của Nhóm ngôn ngữ Nguni, vốn cũng bao gồm tiếng Swati, tiếng Bắc Ndebele và tiếng Zulu. Có một số từ có thể hiểu lẫn nhau giữa cá ngôn ngữ Nguni, tất cả chúng đều có cung nhiều đặc điểm về ngôn ngữ học. Nhóm ngôn ngữ Nguniare là một phần của nhóm ngôn ngữ Bantu lớn hơn, và như vậy tiếng Xhosa có quan hệ với hầu hết các ngôn ngữ trên khắp châu Phi Africa.
Tiếng Xhosa là ngôn ngữ châu Phi được phân bổ rộng rãi nhất tại Nam Phi, trong khi tiếng Zulu là ngôn ngữ được sử dụng nhiều nhất. Tiếng Xhosa là ngôn ngữ châu Phi được sử dụng tại nhà nhiều thứ hai tại Nam Phi. Năm 2003, phần lớn người nói tiếng Xhosa, xấp xỉ 5,3 triệu người, sống tại tỉnh Đông Cape, sau đó là tỉnh Tây Cape (xấp xỉ 2 million), Gauteng (671.045), Free State (246.192), KwaZulu-Natal (219.826), tỉnh Tây Bắc (214.461), Mpumalanga (46.553), Bắc Cape (51.228), và Limpopo (14.225). Một thiểu số người nói tiếng Xhosa (18.000) cũng hiện diện tại Quthing, Lesotho.

## Phương ngữ
Xhosa có một vài phương ngữ, bao gồm
- Gcaleka
- Ndlambe
- Ngqika /Rharhabe
- Thembu
- Bomvana
- Mpondomse (Mpondomise)
- Mpondo
- Xesibe
- Bhaca
- Cele people
- Hlubi
- Mfengu[4]

## Lịch sử
những người nói tiếng Xhosa đã định cư tại khu vực ven biển đông nam châu Phi từ trước thế kỷ 16. Các thành viên của dân tộc nói tiếng Xhosa tự coi mình như amaXhosa và gọi ngôn ngữ của mình là isiXhosa.
Hầu hết tất cả các ngôn ngữ có âm bật là thuộc Nhóm ngôn ngữ Khoisan và sự có mặt của chúng trong tiếng Xhosa chứng minh rằng có một lịch sử tác động mạnh lẫn nhau với những người Khoisan láng giềng. Một ước tính cho rằng 15% từ vựng Xhosa là từ gốc Khoekhoe (Khoisan). Trong thời kỳ hiện đại, Xhosa vay mượn cả từ Afrikaans và tiếng Anh.

### Nguyên âm
Xhosa có 10 nguyên âm: [a], [ɛ], [i], [ɔ] và [u], cả dài và ngắn, viết là a, e, i, o và u.

### Thanh điệu
Xhosa là một ngôn ngữ thanh điệu với hai kiểu âm vị: thấp và cao. Thanh điệu thường không được thể hiện khi viết, nhưng khi được thể hiện, chúng trở thành a [à], á [á], â [áà], ä [àá]. Nguyên âm dài là âm vị nhưng thường là không được viết, ngoại trừ â và ä vốn là kết quả của sự sắp thành đôi của hai nguyên âm với khác biệt về thanh điệu và do đó trở thành nguyên âm dài với thanh điệu đường viền (â cao-thấp = hạ, ä thấp-cao = tăng).